# یاماها ۴۰۰ دی‌تی
یاماها ۴۰۰ دی‌تی (به انگلیسی: Yamaha DT400B) یک موتورسیکلت تک‌سیلندر، دوزمانه بود که در سال ۱۹۷۵ توسط شرکت یاماها موتور معرفی شد و تا سال ۱۹۷۹ تولید می‌شد. 
این موتورسیکلت از یک انجین دو زمانه با هوا خنک (بدون‌رادیاتور) به حجم ۳۹۷ سی‌سی استفاده می‌کرد که ۲۳ اسب بخار قدرت داشت.  موتور از سیستم استارت سریع استفاده می‌کرد. این موتور با زنجیر و ترمزهای کاسه‌ای حرکت می‌کرد. این موتورسیکلت دارای چراغ و راهنما بود و برای حرکت در جاده و خارج از جاده ساخته شده بود. وزن آن ۲۸۹ پوند بود. در زمان معرفی در سال ۱۹۷۵، قیمت آن ۱۳۷۱ دلار آمریکا بود.